# Donziwka
Donziwka (ukrainisch Донцівка; russisch Донцовка Donzowka) ist ein Dorf in der ukrainischen Oblast Luhansk mit etwa 1200 Einwohnern (2012).
Das erstmals 1809 schriftlich erwähnte Dorf war vom 10. Juli 1942 bis zum 17. Januar 1943 von der Wehrmacht besetzt. Das Dorf mit einer Fläche von 13,35 km² liegt auf 86 m Höhe und hatte 1971 1960 Einwohner.
Die Ortschaft liegt am Ufer der Kamjanka (ukrainisch Кам'янка), einem 41 km langen, linken Nebenfluss des Ajdar, 17 km nordöstlich vom ehemaligen Rajonzentrum Nowopskow und 144 km nördlich vom Oblastzentrum Luhansk.
Am 12. Juni 2020 wurde das Dorf ein Teil der neugegründeten Siedlungsgemeinde Nowopskow, bis dahin bildete es die gleichnamige Landratsgemeinde Donziwka (Донцівська сільська рада/Donziwska silska rada) im Osten des Rajons Nowopskow.
Seit dem 17. Juli 2020 ist sie ein Teil des Rajons Starobilsk.